# Menesia bicoloricornis
Menesia bicoloricornis là một loài bọ cánh cứng trong họ Cerambycidae.